# جوائز جويا
جوائز جويا أو الجوائز السنوية للأكاديمية يتم منحها بشكل سنوي من قبل الأكاديمية الإسبانية للفنون والعلوم السينمائية. تقدم للأكثر مهنية في مختلف مجالات القطاع. والجائزة عبارة عن تمثال نصفي من الذهب لفرانثيسكو غويا نفذ بواسطة النحات خوسيه لويس فرنانديز.
ولكن أول تمثال قد منح كان بواسطة النحات ميجيل اورتيز بروكال؛ وهو عبارة عن تمثال مفكك يخرج منه كاميرا. ومنذ النسخة الرابعة أصبح التمثال مكلف لخوسيه لويس فرنانديز الذي قام بتطويره إلى شكل وحجم أصغر. يقام حفل توزيع الجوائز في أواخر شهر يناير وأوائل فبراير ويتبع طراز جائزة الأوسكار.
| جوائز جويا                                                 |
| ---------------------------------------------------------- |
| جائزة تقدم للأفضل في السنيما الإسبانية                     |
| تمنح بواسطة الأكاديمية الإسبانية للفنون والعلوم السنيمائية |
| البلد إسبانيا                                              |
| أول جائزة 17 مارس 1987                                     |

## لمحة تاريخية
تعد جائزة جويا محاكاة لجوائز سنيمائية تقدم في دول أخرى مثل (جائزة الأوسكار في الولايات المتحدة الأمريكية وجائزة بافتا في المملكة المتحدة وجائزة سيزار في فرنسا وجائزة دافيد دى دوناتيو في إيطاليا).
وقد قررت الأكاديمية الإسبانية للفنون والعلوم السنيمائية إنشاء الجوائز السنوية للأكاديمية «جويا» ليتم منحها لأفضل الأعمال في السنيما الإسبانية المحققة في مختلف الفئات خلال العام الأسبق على تاريخ منحها. وقد أقيمت النسخة الأولى في 17 مارس عام 1978 بمسرح لوبي دى بيجا بمدريد. وتم اختيار اسم الجائزة وفقاً لما توصل إليه الأكاديميون باختيار اسم قصير مماثلة لأسماء الجوائز الأخرى مثل جوائز الأوسكار أوجوائز سيزار.
نظم حفل توزيع الجوائز عام 2000 في برشلونة وتعد المرة الأولى التي يقام فيها الحفل خارج العاصمة. وقد أقيمت هذه النسخة في قاعة الحفلات ببرشلونة.
قام عدد كبير من محترفي السنيما عام 2003 باستغلال حفل توزيع الجوائز في التعبير عن رفضهم لدعم حكومة خوسيه ماريا اثنار للغزو الأمريكي للعراق («لا للحرب»).
و في عام 2004 دعت رابطة ضحايا الإرهاب إلى وقفة احتجاجية اعتراضاً على اختيار الفيلم الوثائقي «لا بيلوتا باسكا» لخوليو ميدم وذلك لما يحمله من مساواة بين الضحايا والقتلة، لذلك قاموا بطلب المساعدة من الحضور من خلال حمل ملصقاً يحمل شعار «لا لإيتا». وفي هذه الوقفة استطعاعوا قراءة عدة لافتات تحمل رسائل مثل «لا لميدم» «لا للبيلوتا باسكا: لا نوكا كونترا لا بالا». ومن جانبه، قام بعض الحضور بالالتفاف حول زميلهم، وقاموا بعرض ملصقاتهم الخاصة والتي كانت تحمل رسائل مثل «نعم لميدم، ولا لإيتا»، و«نعم لحرية التعبير»، و«لا للإرهاب».
في عام 2005 أصبح خوسيه لويس ثباتيرو أول رئيس للحكومة يحضر حفل توزيع الجوائز. وفي هذه النسخة ارتفعت أصوات تتهم حزب العمال الاشتراكي الإسباني (PSOE) بتسييس المهرجان.
ومنذ النسخة 26 (2011) أصبح الشرط الوحيد للمرشح من مختلف الفئات التمثيلية هو أن يكون فوق 16 عاماً، دون الاهتمام بالجنسية أو اللغة التي يتحدثها الممثل وشخصيته. وقبل هذه النسخة إثنا عشر من المرشحين للجوائز التمثيلية كانوا أقل من 16 عاماً، ونالها سبعة منهم: أندوني إربوري (10 أعوام)، وايفانا باكيرو(12 عاماً)، ونيريا كاماتشو (12 عاماً)، وخوان خوسيه باييستا (13 عاماً)، وفرانثيسك كولومر (14 عاماً)، ومارينا كوماس (15 عاماً)، وماريا بالبردى (16 عاماً).
وقد تميزت نسخة عام 2012 بمطالبات لحكومة ماريانو راخوي. وكانت الفانة كانديلا بينيا إحدى الفنانات اللاتى قمن بهذه المطالبات إضافة إلى ماريبل بيردو، وقالت «منذ ثلاثة أعوام لم أكن أعمل، وخلال هذه السنوات شاهدت موت والدي في مستشفى عام حيث لم يكن هناك بطانيات لتغطيته، وكنا نحتاج أن نجلب له الماء» في إشارة منها إلى تدهور الخدمات الصحية.
فيما امتاز حفل عام 2014 بغياب غير مسبوق، وذلك بغياب وزير التربية والثقافة والرياضة خوسيه إجناسيو ويرت والذي برر غيابه بأسباب تعود إلى جدول أعماله. وكان هذا الغياب من الموضوعات الأكثر تعليقاً خلال المهرجان، وخصوصاً من قبل مقدم هذه النسخة مانيل فوينتس، والذي أشار إلى غياب المؤسسات، موضحاً أن الأكثر أهمية هو استمرار الاحتفال بغض النظر عن الغيابات أوالحضور. ومن المؤكد أن قرار الغياب كان بالنسبة للقسم الثقافي غير سليم مؤكدين على أن في الأوقات التي يتم فيها اعتراضنا الأكثر أهمية هو الاتحاد. أيضاً وصف الفنان إدواردو نوريجا هذا الغياب بأنه «تغيب بدون إذن» مشدداً على أن الوزير عليه أعباء عامة وعلى هذا النحو كان لابد له من الحضور.

## الفئات
- أفضل فيلم (منذ عام 1986) أفضل موسيقى أصلية (منذ عام 1986) أفضل فيلم رسوم متحركة (منذ عام 1989)
- أفضل مخرج (منذ عام 1986) أفضل أغنية أصلية (منذ عام 2000) أفضل فيلم وثائقى (منذ عام 2001)
- أفضل مخرج قصصي (منذ عام 1989) أفضل تصوير (منذ عام 1986) أفضل فيلم إيبروأمريكي (منذ عام 1986)
- أفضل سيناريو أصلي (منذ عام 1988) أفضل مونتاج (منذ عام 1986) أفضل فيلم أوروبي (منذ عام 1992)
- أفضل سيناريو مقتبس (منذ عام 1988) أفضل مؤثرات صوتية (منذ عام 1986) أفضل فيلم قصير خيالي (منذ عام 1989)

- أفضل ممثل (منذ عام 1986) أفضل إخراج فنى (منذ عام 1986) أفضل فيلم رسوم متحركة قصير (منذ عام 1994)
- أفضل ممثلة (منذ عام 1986) أفضل تصميم أزياء (منذ عام 1986) أفضل فيلم وثائقي قصير (منذ عام 1993)
- أفضل ممثل مساعد (منذ عام 1986) أفضل مكياج وتصفيف شعر (منذ عام 1986) جائزة جويا الشرفية (منذ عام 1986)
- أفضل ممثلة مساعدة (منذ عام 1986) أفضل مؤثرات خاصة (منذ عام 1987)
- أفضل ممثل صاعد (منذ عام 1994) أفضل إنتاج (منذ عام 1987)
- أفضل ممثلة صاعدة (منذ عام 1994)
- حفل توزيع الجوائز

يتم منح الجوائز حالياً إلى 28 فئة، وذلك دون ذكر جائزة جويا الشرفية، بحد أقصى أربعة مرشحين لكل منها منذ النسخة 13 عام 1998 (فيما كان هناك ثلاثة مرشحين في النسخة الأولى، وخمسة في النسخة الثانية والثالثة، وثلاثة منذ النسخة الرابعة حتى الثانية عشر)، بالرغم من أنه منذ النسخة 18 عام 2013 يتم اختيار خمسة مرشحين فقط في فئة أفضل فيلم.
الأفلام الحاصلة على جوائز كأفضل أفلام بلغات غير الإسبانية هي حلم القرد المجنون، والآخرون، والحياة السرية للكلمات (كأفلام باللغة الإنجليزية)، والخبز الأسود (باللغة الكتلونية).
| النسخة وتاريخ الإحتفال بها                    | المكان والمدينة والتقديم | أفضل فيلم (مخرج الفيلم)                                  | أفضل مخرج وأفضل مخرج قصصي                           | عدد الجوائز | الفئات |
| --------------------------------------------- | --- | -------------------------------------------------------- | --------------------------------------------------- | ----------- | ------ |
| النسخة الأولى (1986) 17 مارس 1987             | مسرح لوبي دى بيجا (الطريق الكبير بمدريد) وقام بتقديمها فرناندو ري                                                                        | الرحلة إلى اللا مكان (لفرناندو فرنان جوميز)              | فرناندو فرنان جوميز (لم تمنح له)                    | 3           | 15     |
| النسخة الثانية (1987) 22 مارس 1988            | قصر المؤتمرات بمدريد (باسيو دى لا كاستيانا،99)(1) وقام بتقديمها فرناندو راي                                                              | الغابة الحية (رواية) (لخوسيه لويس كويردا)                | خوسيه لويس جارسيه (ام تمنح له)                      | 5           | 16     |
| النسخة الثالثة (1988) 22 مارس 1989            | قصر المؤتمرات بمدريد (2) وقام بتقديمها فيرونيكا فوركى وانتونيو رسينس                                                                     | سيدات على حافة انهيار عصبي (لبيدرو ألمودوبار)            | جونزالو سواريز (لم تمنح له)                         | 5           | 17     |
| النسخة الرابعة (1989) 10 مارس 1990            | قصر المؤتمرات بمدريد (3) وقام بتقديمها كارمن ماورا وأندريس باخاريس                                                                       | حلم القرد المجنون (لفيرناندو ترويبا)                     | فيرناندو ترويبا (1) (أنا دييز)                      | 6           | 21     |
| النسخة الخامسة (1990) 16 فبراير 1991          | قصر المؤتمرات بمدريد (4) وقام بتقديمها ليديا بوش وخورخي سانز                                                                             | أى كارميلا! (لكارلوس ساورا)                              | كارلوس ساورا وروسا بيرخيس                           | 13          | 20     |
| النسخة السادسة (1991) 7 مارس 1992             | قصر المؤتمرات بمدريد (5) وقام بتقديمها أيتانا سانشيز خيخون وخوسيه كورونادو                                                               | العشاق (لبيثنتي أراندا)                                  | بيثنتي أراندا وخوانما باخو ألوا                     | 2           | 20     |
| النسخة السابعة (1992) 14 مارس 1993            | قصر المؤتمرات بمدريد (6) وقام بتقديمها إيمانول أرياس                                                                                     | بيل إيبوكيه (فيلم) (لفيرناندو ترويبا)                    | فيرناندو ترويبا (2) وخوليو ميدم                     | 9           | 22     |
| النسخة الثامنة (1993) 21 يناير 1994           | قصر المؤتمرات بمدريد (7) وقام بتقديمها روسا ماريا ساندرا                                                                                 | الكل سيذهب إلى السجن (للويس جارسيا بيرلانجا)             | لويس جارسيا بيرلانجا وماريانو باروسو                | 3           | 22     |
| النسخة التاسعة (1994) 20 يناير 1995           | قصر المؤتمرات بمدريد(8) وقام بتقديمها إيمانول أرياس                                                                                      | أيام معدودة (لإيمانول أوريبي)                            | إيمانول أوريبي (الفرقة)                             | 8           | 25     |
| النسخة العاشرة (1995) 27 يناير 1996           | قصر البلدية للمؤتمرات بمدريد (كامبو دي لاس ناسيونس)(1) وقام بتقديمها فيرونيكا فوركى وخابيير جوروتشاجا                                    | لا أحد سيتكلم عنا عندما سنكون موتى (لأجوستين دياز يانيس) | أليكس دي لا إغليسيا وأجوستين دياز يانيس             | 8           | 24     |
| النسخة الحادية عشر (1996) 25 يناير 1997       | قصر البلدية للمؤتمرات بمدريد (2) وقام بتقديمها كارمين ماورا وخوانخو بويجكوربي                                                            | أطروحة (لأليخاندرو أمينابار)                             | بيلار ميرو وأليخاندرو أمينابار (1)                  | 7           | 25     |
| النسخة الثانية عشر (1997) 31 يناير 1998       | قصر البلدية للمؤتمرات بمدريد (3) وقام بتقديمها الجران ويومينج                                                                            | النجمة الحسنة (لريكاردو فرانكو)                          | ريكاردو فرانكو وفيرناندو ليون دي أرانوا             | 5           | 24     |
| النسخة الثالثة عشر (1998) 24 يناير 1999       | قصر البلدية للمؤتمرات بمدريد (4) وقام بتقديمها روسا ماريا ساندرا                                                                         | فتاة أحلامك (فيلم) (لفرناندو ترويبا)                     | فرناندو ليون دي أرانوا (2) وسانتياغو سيغورا         | 7           | 25     |
| النسخة الرابعة عشر (1999) 29 يناير 2000       | قاعة الاحتفالات ببرشلونة وقام بتقديمها أنتونيو سان خوان                                                                                  | كل شيء عن أمي (فيلم) (لبدرو ألمودابار)                   | بدرو ألمودابار (1) وبينيتو زامبرانو                 | 7           | 26     |
| النسخة الخامسة عشر (2000) 3 فبراير 2001       | قصر البلدية للمؤتمرات بمدريد (5) وقام بتقديمها ماريا بارانكو، خوسيه كورونادو، لوليس ليون، إيمانول أرياس، كونتشا بيلاسكو، وبابلو كاربونيل | لا بولا (لأتشيرو مانياس)                                 | خوسيه لويس بوراو، وأتشروا مانياس                    | 4           | 25     |
| النسخة السادسة عشر (2001) 2 فبراير 2002       | قصر البلدية للمؤتمرات بمدريد (6) وقام بتقديمها روسا ماريا ساندرا                                                                         | الآخرون (لأليخاندرو آمينابار)                            | أليخاندرو آمينابار (2) وخوان كارلوس فريسناديو       | 8           | 27     |
| النسخة السابعة عشر (2002) 1 فبراير 2003       | قصر البلدية للمؤتمرات بمدريد (7) وقام بتقديمها ألبيرتو سان خوان وجييرمو توليدو و (الفريق المسرحي أنيمالاريو)                             | كل إثنين في الشمس (لفيرناندو ليون أرانوا)                | فيرناندو ليون أرانوا (3) روخير جوال وخوليو والوفيتس | 5           | 28     |
| النسخة الثامنة عشر (2003) 31 يناير 2004       | قصر البلدية للمؤتمرات بمدريد (8) وقام بتقديمها كايتانا جيين كويربو ودييغوا لونا                                                          | خذ عيني (إثيار بويائين)                                  | إثيار بويائين وآنخيليس جونزاليز سيندي               | 7           | 28     |
| النسخة التاسعة عشر (2004) 30 يناير 2005       | قصر البلدية للمؤتمرات بمدريد (9) وقام بتقديمها أنتونيو ريسينيس وماريبيل بيردو ومونتسيرات كابايي                                          | البحر بداخله (فيلم) (لأليخاندرو آمينابار)                | أليخاندرو آمينابار (3) وبابلو مالو                  | 14          | 28     |
| النسخة العشرون (2005) 29 يناير 2006           | قصر البلدية للمؤتمرات بمدريد (10) وقام بتقديمها كونتشا بيلاسكو وأنتونيو ريسينس                                                           | الحياة السرية للكلمات (لإيزابيل كويسيت)                  | إيزابيل كويسيت، خوسيه كورباتشو، وخوان كروز          | 4           | 28     |
| النسخة الحادية والعشرون (2006) 28 يناير 2007  | قصر البلدية للمؤتمرات بمدريد (11) وقام بتقديمها خوسيه كورباتشو (فكاهي)                                                                   | العودة (فيلم) (لبيدرو ألمودابار)                         | بيدرو ألمودابار (2) ودانيال سانشيز أريبالو          | 5           | 27     |
| النسخة الثانية والعشرون (2007) 3 فبراير 2008  | قصر البلدية للمؤتمرات بمدريد (12) وقام بتقديمها خوسيه كورباتشو (فكاهي)                                                                   | العزلة (لخايمي روساليس)                                  | خايمي روساليس وخوان أنتونيو بايونا (1)              | 3           | 27     |
| النسخة الثالثة والعشرون (2008) 1 فبراير 2009  | قصر البلدية للمؤتمرات بمدريد (13) وقام بتقديمها كارمن ماتشي (ممثلة) وموتشاتشادا نوي (مجموعة كوميدية)                                     | طريق (خابير فيسر)                                        | خابير فيسر وسانتياغو زانوو                          | 6           | 28     |
| النسخة الرابعة والعشرون (2009) 14 فبراير 2010 | قصر البلدية للمؤتمرات بمدريد (14) وقام بتقديمها أندرو بوينافوينتي (فكاهي)                                                                | زنزانة 211 (لدانيل مونزون)                               | دانيل مونزون ومار كول                               | 8           | 28     |
| النسخة الخامسة والعشرون (2010) 13 فبراير 2011 | المسرح الملكي (مدريد) وقام بتقديمها أندرو بوينافوينتي (فكاهي)                                                                            | خبز أسود (لأجوستي بيارونجا)                              | أجوستي بيارونجا ودابيد بينيوس                       | 9           | 28     |
| النسخة السادسة والعشرون (2011) 19 فبراير 2012 | قصر البلدية للمؤتمرات بمدريد (15) وقام بتقديمها إيبا أتشي (فكاهية)                                                                       | لن يكون هناك سلام للظالمين (لإنريكى أوربيزو)             | إنريكي أوربيزو وكيكي ماييو                          | 6           | 28     |
| النسخة السابعة والعشرون (2012) 17 فبراير 2013 | فندق أوديتوريوم (مركز مؤتمرات الأمير فليبي،مدريد) (1) وقام بتقديمها إيبا أتشي (فكاهية)                                                   | بياض الثلج (سنووايت) (لبابلو بيرجر)                      | خوان أنتونيو بايونا (2) وإنريكي جاتو                | 10          | 28     |
| النسخة الثامنة والعشرون (2013) 9 فبراير 2014  | فندق أوديتوريوم (مركز مؤتمرات الأمير فليبي،مدريد) (2) وقام بتقديمها مانيل فوينتي (فكاهي)                                                 | العيش سهل والأعين مغمضة (لدابيد ترويبا)                  | دابيد ترويبا وفيرناندو فرانكو جارسيا                | 6           | 28     |
| النسخة التاسعة والعشرون (2014) 7 فبراير 2015  | فندق أوديتوريوم (مركز مؤتمرات الأمير فليبي،مدريد) (3) وقام بتقديمها داني روبيرا (ممثل وفكاهي)                                            | الجزيرة الصغير (لألبيرتو رودريغيز ليبريرو)               | ألبرتو رودريجيز وكارلوس ماركيز مارسيت               | 10          | 28     |
| النسخة الثلاثون (2015) 6 فبراير 2016          | فندق أوديتوريوم (مركز مؤتمرات الأمير فليبي،مدريد) (4) وقام بتقديمها داني روبيرا (ممثل وفكاهي)                                            | ترومان (لسيسك جاى)                                       | سيسك جاي ودانيال جوزمان                             | 5           | 28     |

## الفائزون بجائزة جويا
يوجد بين الأقواس مجموع الجوائز التمثيلية الممنوحة بصورة مختلطة (ممثل رئيسي، ومساعد، وصاعد).
لم تكن تمنح جائزة أفضل ممثل صاعد وممثلة حتى النسخة التاسعة 1994.
| النسخة                           | ممثل                                           | ممثلة                                              | ممثل مساعد                                     | ممثلة مساعده                                                     | ممثل صاعد                                   | ممثلة صاعده                                   |
| -------------------------------- | ---------------------------------------------- | -------------------------------------------------- | ---------------------------------------------- | ---------------------------------------------------------------- | ------------------------------------------- | --------------------------------------------- |
| النسخة الاولى 1986               | فرناندو فرنان جوميز (1) (مامبرو ذهب إلى الحرب) | امبارو ريفييس (يجب التراجع عن المنزل)              | ميجيل رييان (منجم تاتا)                        | برونيكا فوركي (1) (سنة التنوير)                                  | ـ                                           | ـ                                             |
| النسخة الثانية 1978              | ألفريدو لاندا (1) (غابة المعيشه)               | برونيكا فوركى (2) (حياة المثليين)                  | خوان اتشانوبى (1) (كلمات إلاهيه)               | برونيكا فوركى (3) (مسلمون ومسحيون)                               | ـ                                           | ـ                                             |
| النسخة الثالثة 1988              | فرناندو ريى (يوميات الشتاء)                    | كارمن ماورا (1) (المرأه على حافة الانهيار العصبى)  | خوسيه ساثاتورنيل "ساثا" (أنتظرنى في السماء)    | ماريا باررانكو (1) (المرأه على حافة الانهيار العصبى)             | ـ                                           | ـ                                             |
| النسخة الرابعة 1989              | خورخى سانز (لو أخبروك أني سقطت)                | رافاييل اباريثيو (البحر والوقت)                    | أدولفو مارسيياش (اسكيلاتشى)                    | ماريا اسكيرينو (البحر والوقت)                                    | ـ                                           | ـ                                             |
| النسخة الخامسة 1990              | أندريس باخاريس (اى كارميلا)                    | كارمن ماورا (2) (اى كارميلا)                       | جابينو دييجو (اى كارميلا)                      | ماريا باررانكو (أعمار لولو)                                      | ـ                                           | ـ                                             |
| النسخة السادسة 1991              | فرناندو جيين (دون خوان في الجحيم)              | سيلبيا مونت (أجنحة الفراشة)                        | خوان دييجو (1) (صعق الملك)                     | كيتى منبير (الجميع للمكرونه)                                     | ـ                                           | ـ                                             |
| النسخة السابعة 1992              | ألفريدو لاندا (2) (الشخص المنتصر في الأندلس)   | أرياندا خيل (بيل ابوكى)                            | فرناندو فرنان جوميز (2) (بيل ابوكى)            | شوس لامبرييابى (بيل ابوكى)                                       | ـ                                           | ـ                                             |
| النسخة الثامنة 1993              | خوان اتشانوبى (2) (مدريجيلادا)                 | بيرونيكا فوركى (4) (كيكا)                          | فرناندو "تيتو" باليردى (الظلال في المعركة)     | روزا ماريا ساردا (1) (لماذا يسمونه الحب عندما يريدون قول الجنس؟) | ـ                                           | ـ                                             |
| النسخة التاسعة 1994              | كارميلو جوميز (1) (ايام معدوده)                | كرستيانا ماركوس (كل الرجال سواسيه)                 | خافيير باردم (1) (أيام معدوده)                 | ماريا لويسا بونتى (أغنية الوطن)                                  | ساتورنينو جارثيا (جوستينو؛ قاتل لكبار السن) | روز جابرييل (ايام معدوده)                     |
| النسخة العاشرة 1995              | خابيير بارديم (2) (كلمه بكلمه)                 | بيكتوريا أبريل (لا أحد سيتحدث عنا عندما نموت)      | لويس شيخاش (هكذا في السماء وعلى الارض)         | بيلار بارديم (لا أحد سيتحدث عنا عندما نموت)                      | سانتياجو نيجرا (يوم الوحش)                  | روسانا باستور (الارض والحريه)                 |
| النسخة الحادية عشر 1996          | سانتياجو راموس (مثل البرق)                     | امما سواريث (كلب البستانى)                         | لويس كونكا (الحياة الطيبه)                     | مارى كارييو (ما وراء الحديقه)                                    | فيلي مارتينث (أطروحه)                       | انجريد روبيو (ما وراء الحديقه)                |
| النسخة الثانية عشر 1997          | انطونيو رسينس (النجمة الجميلة)                 | سيسليا روز (1) (مارتين "اتش")                      | بيبى سانشو (اللحم الحى)                        | تشارو لوبيز (اسرار القلب)                                        | اندونيو اربوبو (أسرار القلب)                | ايسابيل اورداز (شيفروليه)                     |
| النسخة الثالثة عشر 1998          | فرناندو فرنان جوميز (3) (الجد)                 | بينولوبى كروز (1) (قرة عينك)                       | طونى ليبلانك (تورانت: البرازو تونتو دى لا لاي) | أدريانا أوزورس (ساعه الشجاع)                                     | ميروسلاب تابورسكى (قرة عينك)                | مارنيتا أوروسكو (الحى)                        |
| النسخة الرابعة عشر 1999          | فرانسيسكو رابال (جويا في بوردو)                | سيثليا روز (2) (كل شيء عن أمى)                     | خوان دييجو (2) (باريس - تمبكتو)                | ماريا جالايانا (وحده)                                            | كارلوس ألباريز - نوبوا (وحده)               | أنا فرناندز (وحده)                            |
| النسخة الخامسة عشر 2000          | خوان لويس جالياردو (وداعا للقلب)               | كارمن ماورا (3) (المجتمع)                          | اميليو جتيريز كابا (1) (المجتمع)               | خوليا جتيريز كابا (أنت الأهم (ومن ثم التاريخ))                   | خوان روزى باييستا (الكره)                   | ليلة مارول (1) (الهاربيين)                    |
| النسخة السادسة عشر 2001          | ادوارد فرنانديز (1) (سعيد 5.0)                 | بيلار لوبيز دى ايالاا (خوانا المجنونة)             | ايميليو جتييريز كابا (السماء المفتوحه)         | روسا ماريا سادرا (لا يوجد عار)                                   | ليوناردو سابراجليا (سليم)                   | باز بيجا (لوسيا والجنس)                       |
| النسخة السابعة عشر 2002          | خافيير باردم (3) (أنوار الشمس)                 | ميرسيدس سامبيترو (أماكن مشتركه)                    | لويس توسار (1) (أنوار الشمس)                   | خيرالديني شابلين (فى المدينه من غير حدود)                        | خوسيه أنخيل ايخيدو (أنوار الشمس)            | لوليتا فلوريس (الحقد)                         |
| النسخة الثامنة عشر 2003          | لويس توسار (2) (أعطيك عيني)                    | ليله مارول (2) (أعطيك عيني)                        | إدوارد فرنانديز (2) (في المدينة)               | كانديلا ابينيا (1) (أعطيك عيني)                                  | فرناندو تيخيرو (أيام كره القدم)             | ماريا بالبيردى (ركاكه البلشفى)                |
| النسخة التاسعة عشر 2004          | خافيير باردم (4) (البحر بداخله)                | لولا دوينياس (1) (البحر بداخله)                    | ثيلسو بوجايو (البحر بداخله)                    | مابيل ريبيرا (البحر بداخله)                                      | تامارا نوباس (البحر بداخله)                 | بيلين رويدا (البحر بداخله)                    |
| النسخة العشرون 2005              | أوسكار خاينادا (جمبرى)                         | كانيلا بينيا (2) (الأميرات)                        | كارميلو جوميز (الطريقة)                        | ألبيرا مينجيز (الأغطية)                                          | خيسويس كارروزا (العذارى)                    | ميكايلا نيباريز (الاميرات)                    |
| النسخة الحادية والعشرون 2006     | خوان دييجو (3) (أذهب لى)                       | بينيلوب كروز (2) (العوده)                          | انتونيو دى لاتورى (أزرق داكن تقريبا أسود)      | كارمين ماورا (4) (العوده)                                        | كيم جتييرز (أزرق داكن تقريبا اسود)          | ايبانا باكيرو (متاهة بان)                     |
| النسخة الثانية والعشرون 2007     | ألبرتو سان خوان (تحت النجوم)                   | ماريبل بيردو (1) (السبع طاولات البلياردو الفرنسيه) | خوسيه مانويل ثربينو (الثلاثة عشر زهرات)        | أمبارو بارو (السبع طاولات البلياردو الفرنسيه)                    | خوسيه لويس تورييخو (الوحده)                 | مانويلا بيلاسكو (REC)                         |
| النسخة الثالثة والعشرون 2008     | بينيثيو دل تورو (تشى، الارجنتينى)              | كارمى ايلاس (الطريق)                               | خوردى داودير (الطريق)                          | بينيلوب كروز (فيكى كريستيانا برشلونة)                            | خوان مانويل مونييا "لانجى" (خدعه بيد واحده) | نيرياى ماتشو (الطريق)                         |
| النسخة الرابعة والعشرون 2009     | لويس توسار (3) (زنزانة 211)                    | لولا دوينياس (2) (أنا، أيضاً)                       | راؤول أريبالو (الثمناء)                        | مارتا أتورا (زنزانة 211)                                         | البرتو أممان (زنزانة 211)                   | سوليداد بيلاميل (سر عينيه)                    |
| النسخة الخامسة والعشرون 2010     | خابيير بارديم (5) (جميل)                       | نورا ناباس (الخبز الاسود)                          | كارا أليخالدى (1) (إنها تمطر أيضاً)             | ليلة مارول (الخبز الأسود)                                        | فرانسيسكو كولومير (الخبزالأسود)             | مارينا كوماس (الخبز الأسود)                   |
| خوسيه كورونادو (لا سلام للاشرار) | الينا أنايا (الجلد الذي اعيش فيه)              | لويس أومار (حواء)                                  | أنا واخينيز (الصوت النائم)                     | خان كورنت (الجلد الذي اعيش فيه)                                  | ماريا ليون (الصوت النائم)                   |                                               |
| النسخة السابعة والعشرون 2012     | خوسيه ساكريستان (القاتل والسعيد)               | ماريبيل بيردو (2) (سنو وايت)                       | خوليان بييجران (مجموعه 7)                      | كانديلا بينيا (3) (بندقيه في كل يد)                              | خواكين نونيز (مجموعه 7)                     | ماكارينا جارثيا (سنو وايت)                    |
| النسخة الثامنة والعشرون 2013     | خابيير كامارا (1) (العيشه سهله مع عيون مغلقه)  | ماريان الباريز (المجروحه)                          | روبرت ألامور (العائلة الأسبانية الكبيرة)       | تيريلى باييز (الساحرات وزوجاراموردى)                             | خابيير بيرييرا (ستوكهولم)                   | ناتاليا مولينا (1) (العيش أسهل مع عيون مغلقة) |
| النسخة التاسعة والعشرون 2014     | خابيير جيتييريز (الحد الادنى للجزيرة)          | باربارا لينيى (الفتاه الساحره)                     | كاررا اليخالدى (2) (ثمانية ألقاب الباسك)       | كارمين ماتشى (ثمانيه ألقاب الباسك)                               | دانى روبييرا (ثمانيه ألقاب الباسك)          | نيريا بارروس (الحد الأدنى للجزيره)            |
| النسخة الثلاثون 2015             | ريكاردو دارين (ترومان)                         | ناتاليا مولينا (2) (الغداء والمأوى)                | خابيير كامارا (2) (ترومان)                     | لويسا جاباسا (العروس)                                            | ميجيل إيران (من أجل لا شئ)                  | ايرينى اسكولار (خريف دون برلين)               |

## أرقام قياسية
الأفلام
- الفيلم الأكثر فوزاً بجائزة جويا: البحر بداخله (فيلم) (2004)، 14 جائزة.
- الفيلم الأكثر ترشيحاً: أيام معدودة (1994)، 19 ترشيحاً.
- الفيلم الأكثر ترشيحاً دون الحصول على أي من جوائز جويا: آتامي! (1990)، 15 جائزة.
- الإنتاج الأكثر فوزاً بجائزة جويا لأفضل فيلم: الأمنية (أجوستين ألمودوبار)، 4 جوائز (وجائزة لأفضل فيلم إيبروأمريكي).
- المخرج السينمائي الأكثر فوزاً بجائزة جويا لأفضل فيلم: بيدرو ألمودوبار، أليخاندرو آمينابار وفرناندو ترويبا، 3 جوائز.
- المخرج السينمائي الأكثر ترشيحاً لأفضل فيلم: بيدرو ألمودوبار، 7 ترشيحات.
جوائز فردية
- أكبر عدد من الجوائز: البرتو اجلسيوس فرننديز(جميع الجوائز كانت عن أفضل موسيقى أصلية)، 10 جوائز.
- الأكثر فوزا من مختلف الفئات: فرناندو ترويبا؛ جائزتان عن الإخراج، وجائزتان ككاتب سيناريو، وجائزة كمخرج لأفضل فيلم وثائقي، وجائزة لأفضل فيلم رسوم متحركة، وثلاث جوائز عن أفضل إنتاج لأفضل فيلم.
جوائز الممثلين
- ممثل حاصل لجائزة جويا عن أفضل دور بطولة، وأفضل ممثل مساعد، وأفضل ممثل صاعد: لايا مارول.
-الممثل الأكثر حصولاً على جائزة جويا في نسخة واحدة: بيرونيكا فوركى، جائزتان في النسخة الثانية عام 1987 عن أفضل دور بطولة، وأفضل ممثل مساعد (الحياة السعيدة، والمسلمون والمسحيون).
- الممثل الأكثر فوزاً بجائزة جويا: خافيير باردم، 5 جوائز (4 عن دور بطولة وجائزة ممثل مساعد).
- الممثلة الأكثر فوزاً بجائزة جويا: كارمين ماورا، 4 جوائز (3 جوائز بطولة، وجائزة ممثلة صاعدة)، وبيرونيكا فوركى (جائزتان كبطلة، وجائزتان كممثلة صاعدة).
- الممثل الأكثر ترشيحاً: خوان دييجو، وإدوارد فيرنانديز، 9 ترشحيات.
-الممثلة الأكثر ترشيحاً: ماريبيل بيردو، 10 ترشيحات.
- الممثل الفائز الأصغر سناً: أندوني إربوري، 10 سنوات (أسرار القلب).
- الممثل الفائز الأكبر سناً: رافايلا أباريسيو، 83 سنة (البحر والوقت).
- الممثل المرشح الأصغر سناً: خاميس بينتلي، 7 سنوات (الآخرون).
- الممثل المرشح الأكبر سناً: أنتونيا جوزمان، 93 سنة (الطريق إلى اللاشيء).
- أطول فترة زمنية بين ممثلين مرشحين: 20 سنة، خوسيه مانويل ثربينو (حرب المجانين، 1987)، والثلاث عشرة وردات (2007)، وتيتو بالبيردي (الظلال في المعركة، 1993)، وخمسة عشر عاماً ويوم (2013).
- الممثل الأكثر ترشيحاً دون الحصول على أي جائزة: أنخيلا مولينا، 5 ترشيحات.
جوائز خاصة بالفئات
- المخرج الأكثر حصولاً على جوائز أحسن فيلم: أجوستين ألمودوبار (الأمنية)، وأندريس بيسينتي جوميز (الأفلام الإيبروأمريكية وأفلام لولا): 4 جوائز.
- مخرج سينمائي: أليخاندرو آمينابار وفيرناندو ليون دي أرانوا: 3 جوائز.
- كاتب سيناريو: رفايل أزكونا: 6 جوائز.
- ملحن: البرتو اجلسيوس فرننديز: 10 جوائز.
- مصور سينمائي: خابيير أجيريساروبي: 6 جوائز.
- مدير المنتاج: خوسيه سالسيدو، بابلو جونزاليز دي أمو، وبابلو بلانكو: 3 جوائز.
- إخراج صوت: خيلس أورتيون: 8 جوائز.
- إخراج فنى: فيليكس مورسيا: 5 جوائز.
- مدير تصميم الأزياء: خابيير أرتينيانو: 5 جوائز.
- مدير المكياج وتصفيف الشعر: خوسيه كيتجلاس: 7 جوائز.
- مدير المؤثرات الخاصة: رييس أباديس: 9 جوائز.
- مدير الإنتاج: خوسيه لويس إسكولار: 4 جوائز.

## إحصائيات

### الأفلام الأكثر فوزاً بجائزة جويا
14 جائزة
البحر بداخله (فيلم) (2004)، من 15 ترشيحاً [حصل على جائزة أفضل فيلم]
13 جائزة
أي كارميلا! (1990)، من 15 ترشيحاً [حصل على جائزة أفضل فيلم]
10 جوائز
بياض الثلج (سنووايت) (2012)، من 18 ترشيحاً [حصل على جائزة أفضل فيلم]
الجزيرة الصغيرة (2014)، من 17 ترشيحاً [حصل على جائزة أفضل فيلم]
9 جوائز
بيل إيبوكيه (فيلم) (1992)، من 17 ترشيحاً [حصل على جائزة أفضل فيلم]
خبز أسود (2010)، من 14 ترشيحاً [حصل على جائزة أفضل فيلم]
8 جوائز
الملك المذهول (1991)، من 14 ترشيحاً
أيام معدودة (1994)، من 19 ترشيحاً [حصل على جائزة أفضل فيلم]
لا أحد سيتكلم عنا عندما سنكون موتى (1995)، من 10 ترشيحات [حصل على جائزة أفضل فيلم]
الآخرون (2001)، من 15 ترشيحاً [حصل على جائزة أفضل فيلم]
زنزانة 211 (2009)، من 19 ترشيحاً [حصل على جائزة أفضل فيلم]
لاس بروخاس دي زوجاراموردي (2013)، من 10 ترشيحات
7 جوائز
أطروحة (1996)، من 8 ترشيحات [حصل على جائزة أفضل فيلم]
كلب البستاني (1996)، من 12 ترشيحاً
فتاة أحلامك (فيلم) (1998)، من 18 ترشيحاً [حصل على جائزة أفضل فيلم]
كل شيء عن أمي (فيلم) (1999)، من 14 ترشيحاً [حصل على جائزة أفضل فيلم]
خذ عيني (2003)، من 9 ترشيحات [حصل على جائزة أفضل فيلم]
متاهة بان (2006)، من 13 ترشيحاً
دار الأيتام (2007)، من 14 ترشيحاً
أغورا (2009)، من 13 ترشيحاً

### أفلام نالت خمس جوائز أساسية (أفضل فيلم، أفضل إخراج، أفضل ممثل وممثلة)
أي كارميلا! (1990): فيلم، إخراج (كارلوس ساورا)، سيناريو مقتبس (رافايل أزكونا وكارلوس ساورا)، بطولة (أندريس باخاريس وكارمن ماورا).
خذ عيني (2003): فيلم، إخراج (إثيار بويائين)، سيناريوأصلي (إثيار بويائين)، بطولة (لويس توسار ولايا مارول).
البحر بداخله (فيلم) (2004): فيلم، إخراج (أليخاندرو آمينابار)، سيناريوأصلي (أليخاندرو آمينابار وماتيو خيل)، بطولة (خافيير باردم ولولا دوينياس).

### الأفلام الأكثر ترشحاً لجائزة جويا
19 ترشيحاً
أيام معدودة (1994)، 8 جوائز
18 ترشيحاً
فتاة أحلامك (فيلم) (1998)، 7 جوائز
بياض الثلج (سنووايت) (2012)، 10 جوائز
17 ترشيحاً
بيل إيبوكيه (فيلم) (1992)، 9 جوائز
الجزيرة الصغيرة (2014)، 10 جوائز
16 ترشيحاً
سيدات على حافة انهيار عصبي (1998)، 5 جوائز
زنزانة 211 (2009)، 8 جوائز
الجلد الذي أعيش فيه (فيلم) (2011)، 4 جوائز
المجموعة السابعة (2012)، جائزتان
الطفل (2014)، 4 جوائز
15 ترشيحاً
أي كارميلا! (1990)، 13 جائزة
آتامي! (1990)، لم يحصل على جوائز (فيلم أكثر ترشيحاً ولكنه لم يحصد أي جائزة)
المجتمع (2000)، 3 جوائز
الآخرون (2001)، 8 جوائز
البحر بداخله (فيلم) (2004)، 14 جائزة
ألاتريستي (2006)، 3 جوائز
نباتات الشمس العمياء (2008)، جائزة واحدة
قصيدة البوق الحزينة (2010)، جائزتان

### الفائزون بأكبر عدد من جوائز جويا بصورة فردية
10 جوائز
البرتو اجلسيوس فرننديز (جميع الجوائز كانت عن أفضل موسيقى أصلية)
9 جوائز
رييس أباديس (جميع الجوائز كانت عن أفضل مؤثرات خاصة)
أليخاندرو آمينابار (3 جوائز كأفضل مخرج،4 كأفضل كاتب سيناريو،1 كأفضل موسيقى أصلية و1 عن الإنتاج وأفضل فيلم)
8 جوائز
خيلس أورتيون (جميع الجوائز عن أفضل صوت)
خوسيه كيتجلاس (7 جوائز عن أفضل مكياج وتصفيف شعر و1 كأفضل مؤثرات خاصة)
7 جوائز
بيدرو ألمودوبار (جائزتان كأفضل مخرج، 1 كأفضل كاتب سيناريو، 3 عن الإنتاج، وأفضل فيلم، و1 عن الإنتاج، وأفضل فيلم إيبروأمريكي) أيضاً حصلت منتجته على جائزة أفضل فيلم.
رفايل أزكونا (6 جوائز كأفضل كاتب سيناريو، وجائزة جويا الشرفية)
خافيير باردم (4 جوائز كأفضل دور بطولة، و1 كأفضل ممثل مساعد، و2 كمنتج لأفضل فيلم وثائقي)
فليكس بيرخيس (جميع الجوائز كانت عن أفضل مؤثرات خاصة)
الفونسو بينو (جميع الجوائز عن أفضل صوت)
6 جوائز
خابيير أجيريساروبي (جميع الجوائز كانت عن أفضل تصوير)
خابيير أرتينيانو (5 جوائز عن أفضل تصميم أزياء، و1 عن أفضل إخراج فني)
فرناندو فرنان جوميز (جائزاتان عن أفضل دور بطولي، و1 كأفضل ممثل مساعد، و1 كأفضل إخراج، و2 كأفضل كاتب سيناريو)
خابير فيسر (جائزة عن أفضل إخراج، و1 عن الإنتاج وأفضل فيلم، و1 عن أفضل فيلم رسوم متحركة، و2 كأفضل كاتب سيناريو، و1 عن أفضل فيلم قصير خيالي)
فيرناندو ليون أرانوا (3 جوائز عن أفضل إخراج، و2 كأفضل كاتب سيناريو، و1 كمخرج لأفضل فيلم وثائقي)
خوسيه نيتو (جميع الجوائز عن أفضل موسيقى أصلية)
راؤول رومانيوس (جميع الجوائز عن أفضل مؤثرات خاصة)
فيرناندو ترويبا (جائزاتان عن أفضل إخراج، و2 كأفضل كاتب سيناريو، و1 كمخرج لأفضل فيلم وثائقي، و1 كمخرج لأفضل فيلم رسوم متحركة).أيضاً حصلت منتجته على 3 جوائز عن أفضل فيلم.
5 جوائز
خوسيه لويس ألكايني (جميع الجوائز كانت عن أفضل تصوير)
أجوستين ألمودوبار (4 كمنتج لأفضل فيلم، و1 كمنتج لأفضل فيلم إيبروأمريكي)
إيزابيل كويسيت (1 كأفضل مخرج، و2 كأفضل كاتب سيناريو، و2 كمخرج لأفضل فيلم وثائقي)
باو كوستا (جميع الجوائز عن أفضل مؤثرات خاصة)
إنريكي جاتو (1 عن أفضل إخراج قصصي، و2 عن أفضل فيلم رسوم متحركة، و2 عن أفضل فيلم روسم متحركة قصير)
فيليكس مورسيا (جميع الجوائز عن أفضل إخراج قصصي)
خوسيه أنتونيو سانشيز (جميع الجوائز عن أفضل مكياج وتصفيف شعر)
4 جوائز
خوسيه أنتونيو بيرموديز (جميع الجوائز كانت عن أفضل صوت)
يفوني بلاك (جميع الجوائز كانت عن أفضل تصميم أزياء)
خوسيه لويس إسكولار (جميع الجوائز كانت عن أفضل إدارة إنتاج)
فيرونيكا فوركي (جائزاتان عن أفضل دور بطولة، و2 كأفضل ممثل مساعد)
إستير جارسيا (3 جوائز عن أفضل إدارة إنتاج، و1 كمنتج لأفضل فيلم إيبروأمريكي)
ماتيو خيل (3 جوائز كأفضل كاتب سيناريو، و1 عن أفضل فيلم إيبروأمريكي)
أندريس بيسينتي جوميز (جميع الجوائز كانت كمخرج لأفضل فيلم)
دابيد مارتي (3 جوائز عن أفضل مؤثرات خاصة، و1 عن أفضل مكياج وتصفيف شعر)
كارمين ماورا (3 جوائز عن أفضل دور بطولة، و1 كأفضل ممثل مساعد)
إنريكي مولينيرو (جميع الجوائز كأفضل صوت)
رومانا جونزاليس (جميع الجوائز عن أفضل مكياج وتصفيف شعر)
خوسيفا موراليس (جميع الجوائز عن أفضل مكياج وتصفيف شعر)
باكيتا نونيز (جميع الجوائز عن أفضل مكياج وتصفيف شعر)
مارك أورتس (جميع الجوائز كأفضل صوت)
خيل باروندو (جميع الجوائز كانت عن أفضل إخراج فني)

### الإخراج

#### المخرجون الأكتر حصولاً على جائزة جويا لأفضل إخراج وأفضل إخراج قصصى
3 جوائز
أليخاندرو آمينابار (جائزتان لأفضل مخرج، و1 لأفضل مخرج قصصي)
فيرناندو ليون دي أرانوا (جائزتان لأفضل مخرج، و1 لأفضل مخرج قصصي). وحاز أيضاً على جائزة مخرج لأفضل فيلم وثائقي (إخراج مشترك)
جائزتان
بيدرو ألمودوبار (جائزتان لأفضل مخرج)
فيرناندو ترويبا (جائزتان لأفضل مخرج). كما أنه حاز على جوائز كمخرج لأفضل فيلم وثائقي، وأفضل فيلم رسوم متحركة.
خوان أنتونيو بايونا (جائزة لأفضل مخرج، والأخرى لأفضل مخرج قصصي)

#### المخرجون الأكثر ترشحاً كأفضل إخراج وأفضل إخراج قصصى
8 ترشيحات
بيدرو ألمودوبار (جائزتان كأفضل مخرج)
6 ترشيحات
بيسنتي أراندا (جائزة أفضل مخرج)
5 ترشيحات
أليخاندرو آمينابار (جائزتان أفضل مخرج و1 أفضل مخرج قصصي)
فيرناندو ترويبا (جائزتان كأفضل مخرج)
أليكس دي لا إغليسيا (جائزة أفضل مخرج)
4 ترشيحات
فيرناندو ليون دي أرانوا (جائزتان أفضل مخرج و1 أفضل مخرج قصصي)
إيسيار بوياين (جائزة أفضل مخرج)
إيزابيل كويسيت (جائزة أفضل مخرج)
خوسيه لويس غارثي (جائزة أفضل مخرج)
أجوستين دياز يانيس (جائزة أفضل مخرج قصصي)
بينيتو زامبرانو (جائزة أفضل مخرج قصصي)

### الممثلون الأكثرفوزاً وترشحاً وينقسموا إلي ثلاث فئات (أفضل بطولة، أفضل ممثل مساعد، أفضل ممثل صاعد)

#### الممثلون الأكثر فوزاً بجائزة جويا
5 جوائز
خافيير باردم (4 جوائز عن دور بطولة، و1 كممثل مساعد) بالإضافة إلى جائزتي جويا أخرتين (كلاهما كمخرج لوثائقيات)
3 جوائز
فرناندو فرنان جوميز (جائزتان عن دور بطولة، و1 كممثل مساعد) بالإضافة إلى 3 جوائز أخرى (1 كمخرج، و2 ككاتب سيناريو)
لويس توسار (جائزتان عن دور بطولة، و1 كممثل مساعد)
خوان دييجو (جائزة عن دور بطولة، و2 كممثل مساعد)
جائزتان
ألفريدو لاندا (جائزتان عن دور بطولة)أيضاً مُنح جائزة جويا الشرفية
خابيير كامارا (جائزة عن دور بطولة، و1 كممثل مساعد)
خوان إتشانوبي (جائزة عن دور بطولة، و1 كممثل مساعد)
إدوارد فيرنانديز (جائزة عن دور بطولة، و1 كممثل مساعد)
كارميلو جوميز (جائزة عن دور بطولة، و1 كممثل مساعد)
كارا إليخالدي (جائزتان عن دوره كممثل مساعد)
إميليو جوتيريز كابا (جائزتان عن دوره كممثل مساعد)

#### الممثلات الأكثر فوزاً بجائزة جويا
4 جوائز
كارمين ماورا (3 جوائز عن دور بطولة، و1 كممثلة مساعدة)
بيرونيكا فوركى (جائزتان عن دور بطولة، و2 كممثلة مساعدة)
3 جوائز
بينيلوب كروز (جائزتان عن دور بطولة، و1 كممثلة مساعدة)
لايا مارول (جائزة عن دور بطولة، و1 كممثلة مساعدة، و1 كممثلة صاعدة)(الممثلة الوحيدة الحائزة على جائزة بطولة، وممثل مساعد، وصاعد)
كانديلا بينيا (جائزة عن دور بطولة، و2 كممثلة مساعدة)
جائزتان
لولا دوينياس (جائزتان عن دور بطولة)
سيسيليا روث (جائزتان عن دور بطولة)
ماريبيل بيردو (جائزتان عن دور بطولة)
ناتاليا دي مولينا (جائزة عن دور بطولة، و1 كممثلة صاعدة)
ماريا بارانكو (جائزتان عن دورها كممثلة مساعدة)
روسا ماريا ساردا (جائزتان عن دورها كممثلة مساعدة)

#### الممثلون الأكثر ترشحاً
9 ترشيحات
خوان دييجو (3 جوائز)
إدوارد فيرنانديز (جائزتان)
8 ترشيحات
خافيير باردم (5 جوائز)
أنتونيو دى لا توري (جائزة واحدة)
7 ترشيحات
لويس توسار (3 جوائز)
ألفريدو لاندا (جائزتان)
خابيير كامارا (جائزتان)
6 ترشيحات
فرناندو فرنان جوميز (3 جوائز)
خوان إتشانوبي (جائزتان)
خورخيه سانز (جائزة واحدة)
5 ترشيحات
راؤول أريبالو (جائزة واحدة)
جابينو دييجو (جائزة واحدة)

#### الممثلات الأكثر ترشحاً
10 ترشيحات
ماريبيل بيردو (جائزتان)
9 ترشيحات
بيكتوريا أبريل (جائزة واحدة)
8 ترشيحات
بينيلوب كروز (3 جوائز)
6 ترشيحات
كارمين ماورا (4 جوائز)
كانديلا بينيا (3 جوائز)
أريادنا خيل (جائزة واحدة)
تشوس لامبريابي (جائزة واحدة)
أدريانا أوزوريس (جائزة واحدة)
5 ترشيحات
بيرونيكا فوركى (4 جوائز)
ماريا بارانكو (جائزتان)
بيلار لوبيز دى أيالا (جائزة واحدة)
تيريلي بابيز (جائزة واحدة)
أنخيلا مولينا (ممثلة أكثر ترشحاً ولكن دون جوائز)

### الممثلون المرشحون والفائزون بالجوائز من مختلف الأعمار
حاصلون على الجوائز من مختلف الفئات التمثيلية
- ممثل فائز صغير السن: أندوني إربورو (10 أعوام)، ونالها باعتباره أفضل ممثل صاعد عن دوره في فيلم أسرار من القلب (النسخة الثانية عشر، 1987).
- ممثلة فائزة صغيرة السن:ايفانا باكيرو(12 عاماً و231 يوماً)، ونالتها باعتبارها أفضل ممثلة صاعدة عن دورها في فيلم متاهة بان(النسخة الحادية والعشرون، 2006).
- ثان ممثلة فائزة صغيرة السن: نيريا كاماتشو (12 عاماً و257 يوماً)، ونالتها باعتبارها أفضل ممثلة صاعدة عن دورها في فيلم طريق (النسخة الثالثة والعشرون، 2008).
- ممثل فائز كبير السن: فرناندو فرنان جوميز (77 عاماً)، ونالها باعتباره أفضل ممثل في دور بطولة عن دوره في فيلم الجد (النسخة الثالثة عشر، 1998).
- ممثلة فائزة كبيرة السن: رافايلا أباريسيو (83 عاماً)، ونالتها باعتبارها أفضل ممثلة في دور بطولة عن دورها في فيلم البحر والوقت (النسخة الرابعة، 1989).

مرشحون من مختلف الفئات التمثيلية
- مرشح صغير السن: خاميس بينتلي (7 أعوام)، رشح لأفضل ممثل صاعد عن دوره في فيلم الآخرون (النسخة السادسة عشر، 2001).
- مرشحة صغيرة السن:ألاكينا مان (11 عاماً)، رشحت لأفضل ممثلة صاعدة عن دورها في فيلم الآخرون (النسخة السادسة عشر، 2001).
- مرشح كبير السن: مانويل أليكساندرى (88 عاماً)، رشح لأفضل ممثل عن دور بطولة في فيلم إلسا وفريد (النسخة العشرون، 2005).
- مرشحة كبيرة السن: أنتونيا جوزمان (93 عاماً)، رشحت لأفضل ممثلة عن دور بطولة في فيلم تغيير من لا شيء (النسخة الثلاثون، 2015).

أفضل ممثل عن دور بطولة
- ممثل فائز صغير السن: خورخيه سانز (20 عاماً)، نالها عن دوره في فيلم إذا أخبروك أني وقعت (النسخة الرابعة، 1989).
- ممثلة فائزة صغيرة السن: بيلار لوبيز دى أيالا (23 عاماً)، نالتها عن دورها في فيلم خوانا المجنونة (النسخة السادسة عشر، 2001).
- ممثل فائز كبير السن: فرناندو فرنان جوميز (77 عاماً)، نالها عن دوره في فيلم الجد (النسخة الثالثة عشر، 1998).
- ممثلة كبيرة السن فائزة: رافايلا أباريسيو (83 عاماً)، نالتها عن دورها فيلم البحر والوقت (النسخة الرابعة، 1989).
- مرشح صغير السن: خورخيه سانز (17 عاماً)، مرشح عن دوره في فيلم عام الأضواء (النسخة الأولى، 1986).
- مرشحة صغيرة السن:بينيلوب كروز (17 عاماً)، مرشحة عن دورها في فيلم خامون خامون (فيلم) (النسخة السابعة، 1992).
- مرشح كبير السن: مانويل أليكساندرى (88 عاماً)، مرشح عن دوره في فيلم إلسا وفريد (النسخة العشرون، 2005).
- مرشحة كبيرة السن: رافايلا أباريسيو (83 عاماً)، مرشحة عن دورها في فيلم البحر والوقت (النسخة الرابعة، 1989).

أفضل ممثل مساعد
- ممثل فائز صغير السن: جابينو دييجو (24 عاماً)، فاز بها عن فيلم أي كارميلا! (النسخة الخامسة، 1990).
- ممثلة فائزة صغيرة السن: ماريا بارانكو (27 عاماً)، فازت بها عن دورها في فيلم سيدات على حافة انهيار عصبي (النسخة الثالثة، 1988).
- ممثل فائز كبير السن: توني ليبلانك (76 عاماً)، فاز بها عن دوره في فيلم تورينت: البرازو تونتو دى لا لاي (النسخة الثالثة عشر، 1998).
- ممثلة فائزة كبيرة السن: ماري كارييو (77 عاماً)، فازت بها عن دورها في فيلم ما وراء الحديقة (النسخة الحادية عشر، 1996).
- مرشح صغير السن: خورخيه سانز (19 عاماً)، فاز بها عن دوره في فيلم اللوتى 2: غداً سأكون حراً (النسخة الثالثه، 1988).
- مرشحة صغيرة السن: كانديلا بينيا (21 عاماً)، فازت بها عن دورها في فيلم أيام معدودة (النسخة التاسعة، 1994).
- مرشح كبير السن: لويس كوينكا (79 عاماً)، فاز بها عن دوره في فيلم تحفة (النسخة الخامسة عشر، 2000).
- مرشحة كبيرة السن: تشوس لامبريابى (82 عاماً)، فازت بها عن دورها في فيلم الفنان والنموذج (النسخة السابعة والعشرون، 2012).

أفضل ممثل صاعد
- ممثل فائز صغير السن: أندوني إربورو (10 أعوام)، ونالها عن دوره في فيلم أسرار من القلب (النسخة الثانية عشر، 1987).
- ممثلة فائزة صغيرة السن:ايفانا باكيرو(12 عاماً و231 يوماً)، ونالتها عن دورها في فيلم متاهة بان(النسخة الحادية والعشرون، 2006).
- ثان ممثلة فائزة صغيرة السن: نيريا كاماتشو (12 عاماً و257 يوماً)، ونالتها عن دورها في فيلم طريق (النسخة الثالثة والعشرون، 2008).
- ممثل فائز كبير السن: ساتورنينو جارسيا وكارلوس ألباريز نوبوا (59 عاماً)، ونالها عن فيلم خوستينو، قاتل كبير السن (النسخة التاسعة، 1994) وفيلم وحيدات (النسخة الرابعة عشر، 1999).
- ممثلة فائزة كبيرة السن: لوليتا فلوريس (44 عاماً)، ونالتها عن فيلم رينكور (النسخة السابعة عشر، 2002).
- مرشح صغير السن: خاميس بينتلي (7 أعوام)، رشح لأفضل ممثل صاعد عن دوره في فيلم الآخرون (النسخة السادسة عشر، 2001).
- مرشحة صغيرة السن: ألاكينا مان (11 عاماً)، رشحت لأفضل ممثلة صاعدة عن دورها في فيلم الآخرون (النسخة السادسة عشر، 2001).
- مرشح كبير السن: والتر بيدارتى (75 عاماً)، رشح لأفضل ممثل صاعد عن دوره في فيلم ليلة زهرات الشمس (النسخة الحادية والعشرون، 2006).
- مرشحة كبيرة السن: أنتونيا جوزمان (93 عاماً)، رشحت لأفضل ممثلة صاعدة عن دور بطولة في فيلم تغيير من لا شيء (النسخة الثلاثون، 2015).

### جوائز سنيمائية أخرى
- الفائزون بجائزة إيمي، وجائزة غرامي، وجائزة الأوسكار، وجائزة توني.
- جائزة الأوسكار من أكاديمية فنون وعلوم الصور المتحركة.
-جائزة الأوسكار لأفضل فيلم بلغة أجنبية.
- الفائزون والمرشحون لجائزة الأوسكار لأفضل فيلم أجنبي.
- جائزة غولدن غلوب من رابطة هوليوود للصحافة الأجنبية (بدأت عام 1944).
- جائزة غولدن غلوب لأفضل فيلم بلغة أجنبية.
- جوائز الأكاديمية البريطانية للأفلام (بدأت عام 1948).
- جائزة سيزار وتقدم من الأكاديمية الفنية وتقنيات السينما في فرنسا (بدأت عام 1976).
- جائزة الفيلم الألماني من أكاديمية الفنون والعلوم السنيمائية في ألمانيا (بدأت عام 1951).
- جوائز السينما الأورويبة من الأكاديمية السينمائية الأوروبية (بدأت عام 1988).
- جوائز ارييل من الأكاديمية المكسيكية للفنون والعلوم السينمائية (بدأت عام 1947).
- جوائز النسر الفضي من اتحاد الموئرخين السنيمائيين في الأرجنتين (بدأت عام 1943).
- جوائز الجنوب للأكاديمية الفنية وعلوم الصور المتحركه في الأرجنتين (بدأت عام 2006).
- جائزة ديفيد دي ديناتييو للأكاديمية السينمائية الإيطالية (بدأت عام 1956).
- جائزة ليون تشيكو لأكاديمية تشيكى السينمائية والتليفزيونية (بدأت عام 1994).
- جائزة بيدرو سيينا من المركز القومي للثقافة والفنون التشيلي .
- جائزة نقابة ممثلي الشاشة من نقابة الممثلين (بدأت عام 1995).
- جائزة التوتة الذهبية، وتعد «مكافحة لجائزة الأوسكار».
- جائزة جاودي من الأكاديمية السينمائية الكتالونية.
‌

## روابط خارجية
- جوائز جويا على موقع IMDb (الإنجليزية)